# Батутова улица (Београд)
| Улица Батутова | Улица Батутова               |
| -------------- | ---------------------------- |
|                |                              |
| Општина        | Звездара                     |
| Почетак        | Булевар краља Александра 235 |
| Крај           | Димитрија Туцовића           |
| Дужина         | 500 m                        |
| Ширина         | 15 m                         |
| Названа        | 1940.                        |
|                |                              |
|                |                              |

Улица Батутова налази се на територији општине Звездара у Београду и протеже се од Булевара краља Александра код броја 235, пресеца Милана Ракића и Димитрија Туцовића и завршава се код Улице Светог Николе (Клиничко-болнички центар). Представља једну од већих улица овог дела града, у којој се налазе основне и средње школе, Клиничко-болнички центар Звездара (КБЦ Звездара).
Улица Батутова је добила назив по југословенском српском лекару и професору Медицинског факултета у Београду, Милан Јовановић Батут (1847 — 1940). Рођен је у Сремској Митровици 10. октобра 1847. године. Гимназију је завршио у Сремским Карловцима, 1878. године, а диплому Медицинског факултета је стекао у Бечу. Када се 1885. године Милан Јовановић вратио са стручног усавршавања по европским престоницама, изео је надимак Батут. Разлог је био у томе што су поред њега у српској јавности, у истој друштвеној улози била још два Милана Јовановића и то лекара. Састали су се њих тројица и узели надимке да би их друштво разликовало. Др Јовановић, родом из банатског села Јарковца прозвао се Морски (као бродски лекар) или Бомбајац (по Индији), други је узео средње слово А (по имену оца), а трећи Сремац, др Јовановић - по презимену некадашњег очевог трговачког компањона - Батут.